# Saarbach (Erlbach)
Der Saarbach ist ein 15,2 km langer Bach im Landkreis Greiz und in der kreisfreien Stadt Gera. Er entspringt südwestlich von Lindenkreuz (Verwaltungsgemeinschaft Münchenbernsdorf).

## Name
Seinen Namen hat der Bach wohl vom altdeutschen Wort saher oder sahar (Riedgras, Schilfrohr) ab, welches heute noch besonders zwischen Waltersdorf und Kleinsaara und weiter bis vor Großsaara zu sehen ist.

## Geografie

### Verlauf
In dem Wiesenstreifen „An der Trift“, welcher parallel zur Straße nach Tautendorf verläuft, entspringt dieser Bach auf ca. 320 m ü. NN. Die Quelle befindet sich unterhalb des letzten Teiches neben der Straße. Diese ist in der Wahrnehmung und Zugänglichkeit durch Verrohrung und Verbau mit Beton stark eingeschränkt. Im weiteren Verlauf ist der Saarbach der Namensgeber für das Saarbachtal von Waltersdorf bis zu seiner Mündung in den Erlbach im südlichen Teil von Töppeln. Einen weiteren Quellarm bildet das Wasser des Kirchtales. Am Ortsrand von Lindenkreuz fließt der Rothenbach, welcher in den Wäldern südwestlich von St. Gangloff entspringt, in den Saarbach. Diese drei Gewässer bilden in ihren Anfangsbereichen sogenannte Teichketten. Die Gewässerbettdynamik des Saarbaches ist in Lindenkreuz vollständig verändert, der Bach wurde komplett verrohrt und verläuft unterirdisch.
Westlich von Waltersdorf, unterhalb der Schmeißermühle, vereint sich dann der Fischbach, aus St. Gangloff kommend, mit dem Saarbach. Hier wendet sich der Bach etwas weiter nach Osten, durchquert überwiegend gerade die Dörfer Klein- und Großsaara und nimmt von der rechten Seite weitere Nebengewässer auf. Aus dem Wintertal, welches parallel von Lindenkreuz bis Kleinsaara verläuft, ergießt sich ein Bach bei Kleinsaara in den Saarbach.
Der Görlitzbach mündet über den Überlauf des Speichers Schöna, ebenso wie kurz danach der Hegebach, im Gebiet Saara in den Saarbach. Der Saarbach fließt nun weiter in seinem Tal in Richtung Geißen. Auch in diesem Bereich wurde der Bachlauf stark begradigt und zu seinem ursprünglichen Lauf vollständig verändert. Der Langengrobsdorfer Bach mündet zwischen Geißen und Windischenbernsdorf in den Saarbach. In Scheubengrobsdorf ist der Verlauf wieder leicht mäandrierend. Dann wendet sich der Saarbach in einem Bogen nun nach Norden, durchquert Frankenthal und mündet im südlichen Teil von Töppeln in den Erlbach.

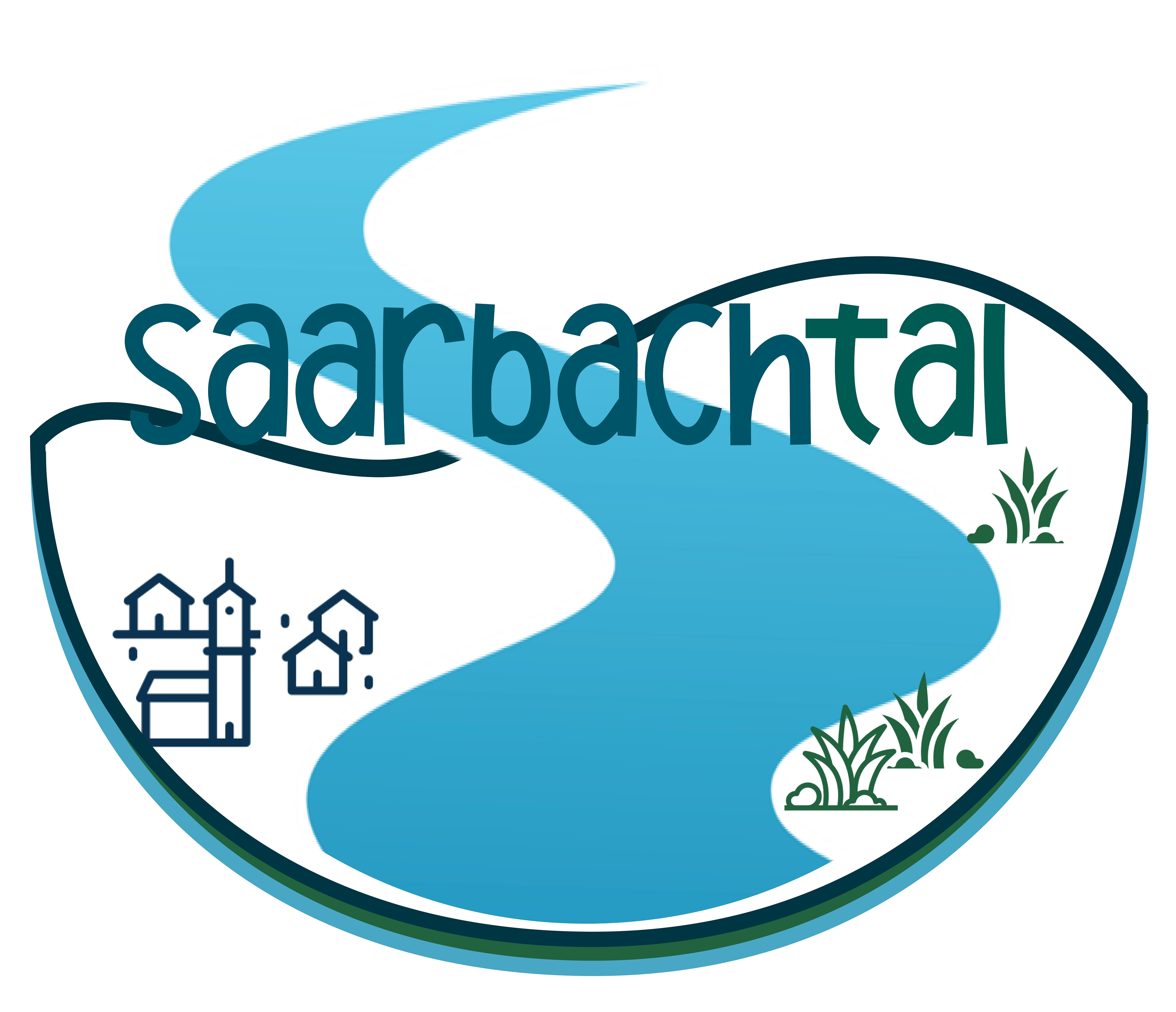
Entwurf eines Logos

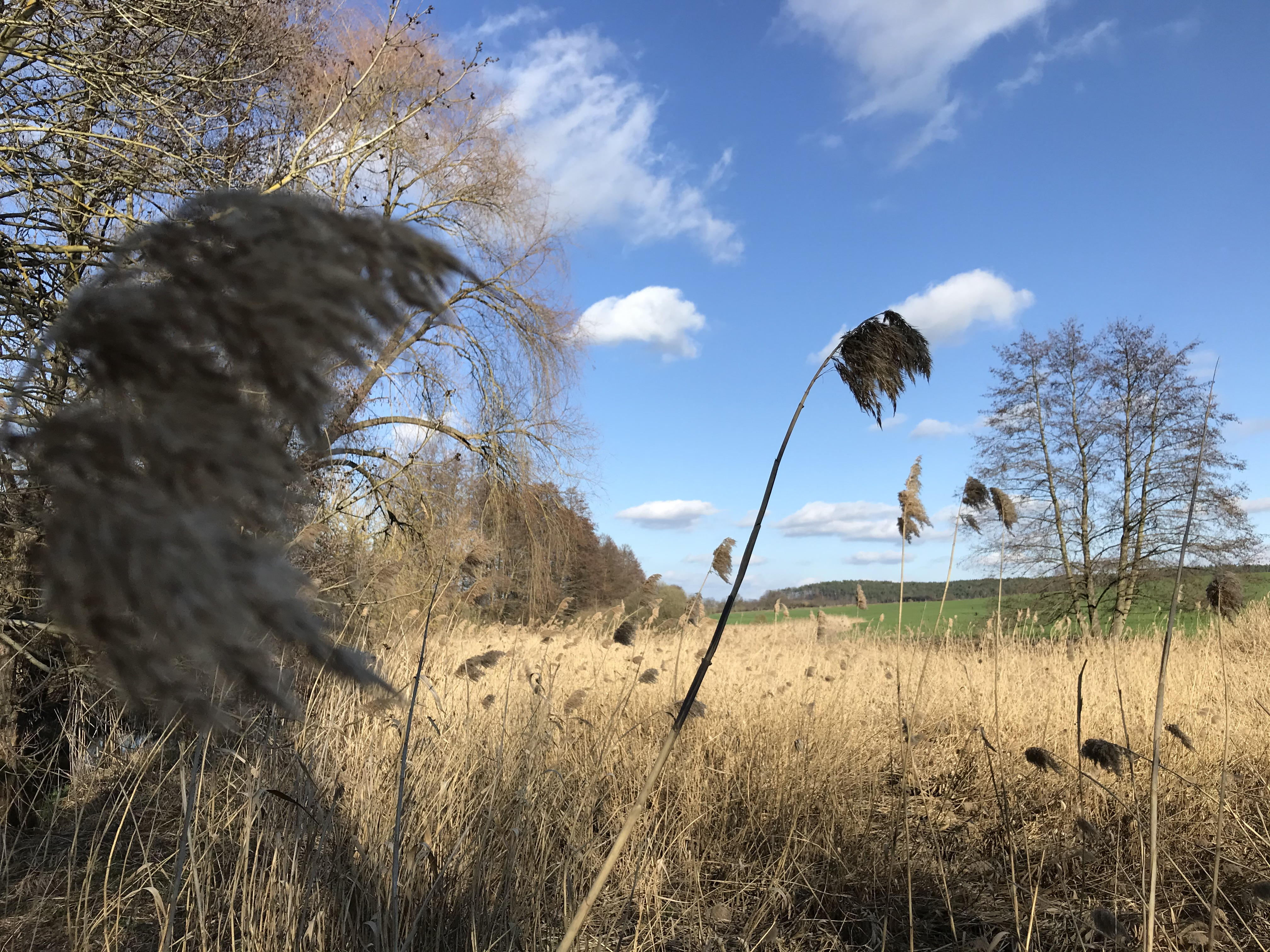

Das Tal des Saarbaches bestimmt mit seinen typischen Gehöften entlang der Straße mit dahinter liegenden Wiesen bis zum Waldrand die Landschaft. Prägend ist die lang gestreckte Siedlungsform entlang einer Straße. In Waltersdorf werden Einzelgehöfte, aufgrund des dorfmittigen Bachlaufs, durch eine Vielzahl kleiner Steinbrücken erschlossen, was für ein Brückendorf typisch ist. Der Saarbach wirkt durch seinen Verlauf als maßgebliches Element des Landschaftsraumes. Das Saarbachtal wird im Osten einem Teil der Kulturlandschaft „Hohlwegslandschaft westlich Gera“ zugeordnet (Teil des Naturraumes Buntsandstein–Hügelländer, einer Untereinheit der Saale-Sandsteinplatte). Hier findet sich als historisches Kulturlandschaftselement eine hohe Konzentration an zahlreichen Hohlwegen und schluchtartigen Erosionstälchen. Charakteristisch als landschaftliche Besonderheit der Region sind hier die Kerbtäler in den Nebentälern der Elster und der Wechsel zwischen waldreichem Hügelland und der wellig-weichen Weiträumigkeit der angrenzenden Ackerflur.

### Gewässer-Entwicklung
In früheren Jahren nahm der von Waltersdorf herab kommende ziemlich wasserreiche Bach bei großen Regengüssen oder eintretenden Tauwetter die Gestalt eines Stromes an, der den ganzen Wiesengrund überschwemmte. Beim Hochwasser von 1981 verwandelten wolkenbruchartige Regenfälle mit bis zu 210 Litern Niederschlag auch den Saarbach in einen reißenden Strom. Im Zusammenfluss mit dem Erlbach brachten die zerstörenden Fluten erheblichen Sachschaden.
Zum Hochwasserschutz und zur Förderung einer eigendynamischen Gewässerentwicklung des Saarbachs sind spezielle Maßnahmen vorgenommen worden, so zum Beispiel der Rückbau von Ufer- und Sohlverbau sowie durch das Setzen von Baumreihen bzw. das Anlegen von Gehölzsaumen.

## Geologie
Im geologischen Untergrund finden sich weiche Ton-, Schluff- und Sandsteine des Unteren und mittleren Buntsandsteins. Dieser zeichnet sich durch ein verhältnismäßig gutes Einsickerungsvermögen aus und die tiefer liegenden Tonsteinschichten bieten ein hohes Speichervermögen.